# Nínox de les Togian
El nínox de les Togian (Ninox burhani) és una espècie d'ocell de la família dels estrígids (Strigidae). Habita la selva de les illes Togian, properes a Sulawesi. El seu estat de conservació es considera gairebé amenaçat.